# Nunes e Ousilhão
Nunes e Ousilhão (oficialmente: União das Freguesias de Nunes e Ousilhão) é uma freguesia portuguesa do município de Vinhais, com 21,49 km² de área e 197 habitantes (censo de 2021). A sua densidade populacional é 9,2 hab./km².

## História
Foi criada aquando da reorganização administrativa de 2012/2013, resultando da agregação das antigas freguesias de Nunes e Ousilhão.

## Demografia
A população registada nos censos foi:
| Distribuição da População por Grupos Etários | Distribuição da População por Grupos Etários | Distribuição da População por Grupos Etários | Distribuição da População por Grupos Etários | Distribuição da População por Grupos Etários | Distribuição da População por Grupos Etários |
| -------------------------------------------- | -------------------------------------------- | -------------------------------------------- | -------------------------------------------- | -------------------------------------------- | -------------------------------------------- |
| Antes da agregação                           |                                              |                                              |                                              |                                              |                                              |
| Ano                                          | 0-14 anos                                    | 15-24 anos                                   | 25-64 anos                                   | >= 65 anos                                   | Total                                        |
| 2001                                         | 28                                           | 34                                           | 150                                          | 110                                          | 322                                          |
| 2011                                         | 15                                           | 17                                           | 113                                          | 112                                          | 257                                          |
| Após a agregação                             |                                              |                                              |                                              |                                              |                                              |
| Ano                                          | 0-14 anos                                    | 15-24 anos                                   | 25-64 anos                                   | >= 65 anos                                   | Total                                        |
| 2021                                         | 6                                            | 11                                           | 66                                           | 114                                          | 197                                          |